# Hôtel Lepas-Dubuisson
El hôtel Lepas-Dubuisson es un complejo que comprende un edificio en la calle y una mansión privada ubicada en 151 bis rue Saint-Jacques, en el V Distrito de París.

## Historia
Este conjunto fue construido en terrenos dependientes de la antigua Porte Saint-Jacques, suprimida en 1684, vendida por el Ayuntamiento de París en 1717 al arquitecto Claude-Nicolas Lepas-Dubuisson. Habiendo quebrado el arquitecto, el edificio en construcción fue adquirido por confiscación en 1727 y completado por Nicolas Le Camus, ex mayor de la guardia de la ciudad, padre del arquitecto Nicolas Le Camus de Mézières y Antoine Le Camus, Decano de la Facultad de Medicina.

## Arquitectura y decoración
El conjunto incluye una casa en la calle destinada al alquiler (2 locales comerciales en la planta baja, apartamentos en los pisos superiores) y un hotel entre patio y jardín, este último se extiende a la parte trasera del Ayuntamiento del distrito 5. El edificio de la calle está decorado con mascarones en el lado de la calle y en el lado del patio. El de la ventana central del primer piso representa a un Apolo juvenil. El paso del cochero que conduce al pequeño patio empedrado está coronado por un balcón sostenido por consolas esculpidas y adornado con una rejilla con las figuras de Nicolas Le Camus (NC) y su esposa Geneviève Carbonnet (GC).
Las fachadas del hotel entre el patio y el jardín también están decoradas con mascarones. El interior incluye una escalera con barandilla de hierro forjado Regency y carpintería original. Un balcón sostenido por cuatro consolas decoradas con mascarones y follaje adorna la fachada que da al jardín  .
En el patio se encuentra el remate de un pozo muy profundo, estando el edificio situado en lo alto de la Montagne Sainte-Geneviève.

Hôtel Lepas-Dubuisson
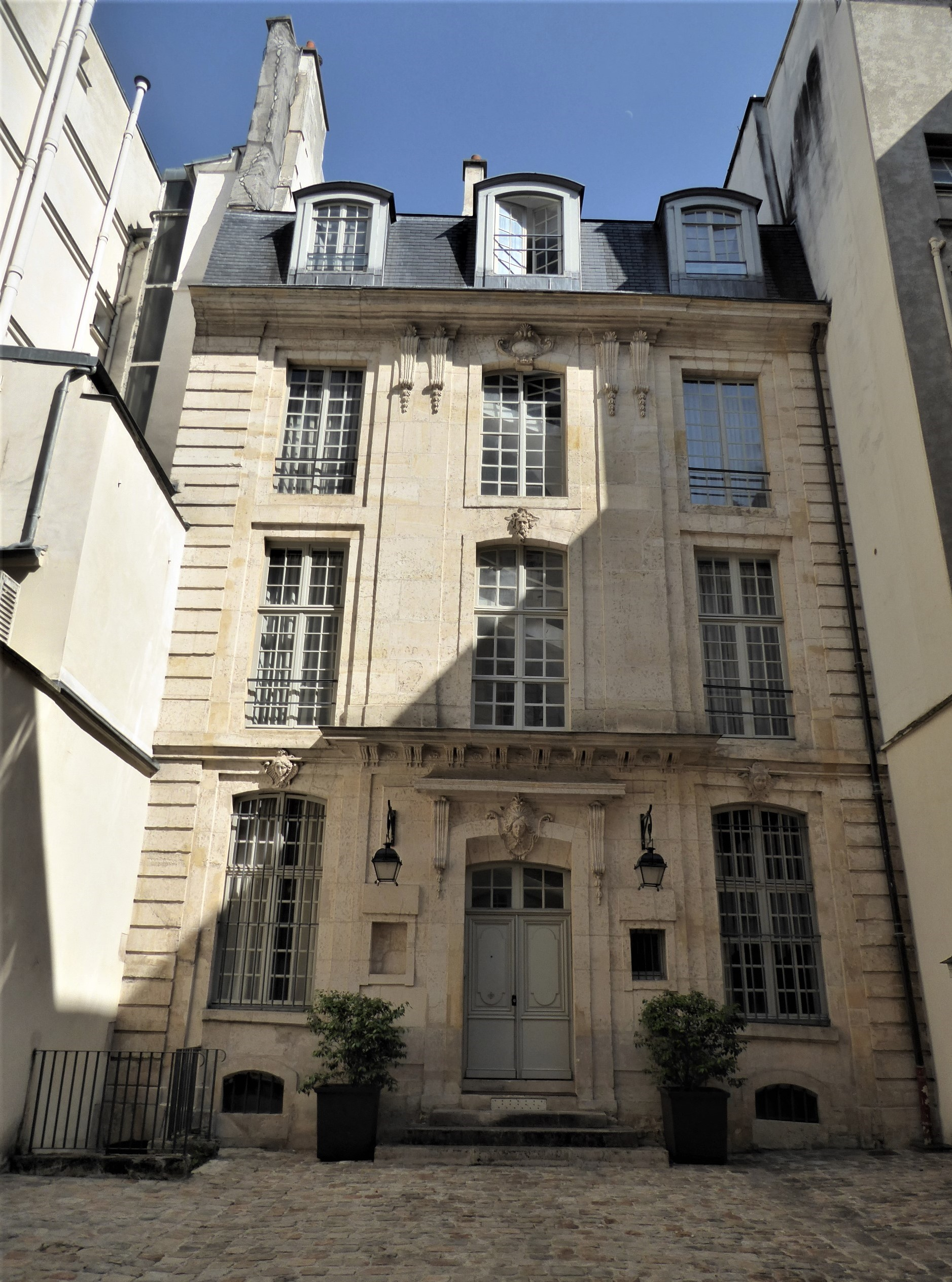
Fachada del patio del hotel.
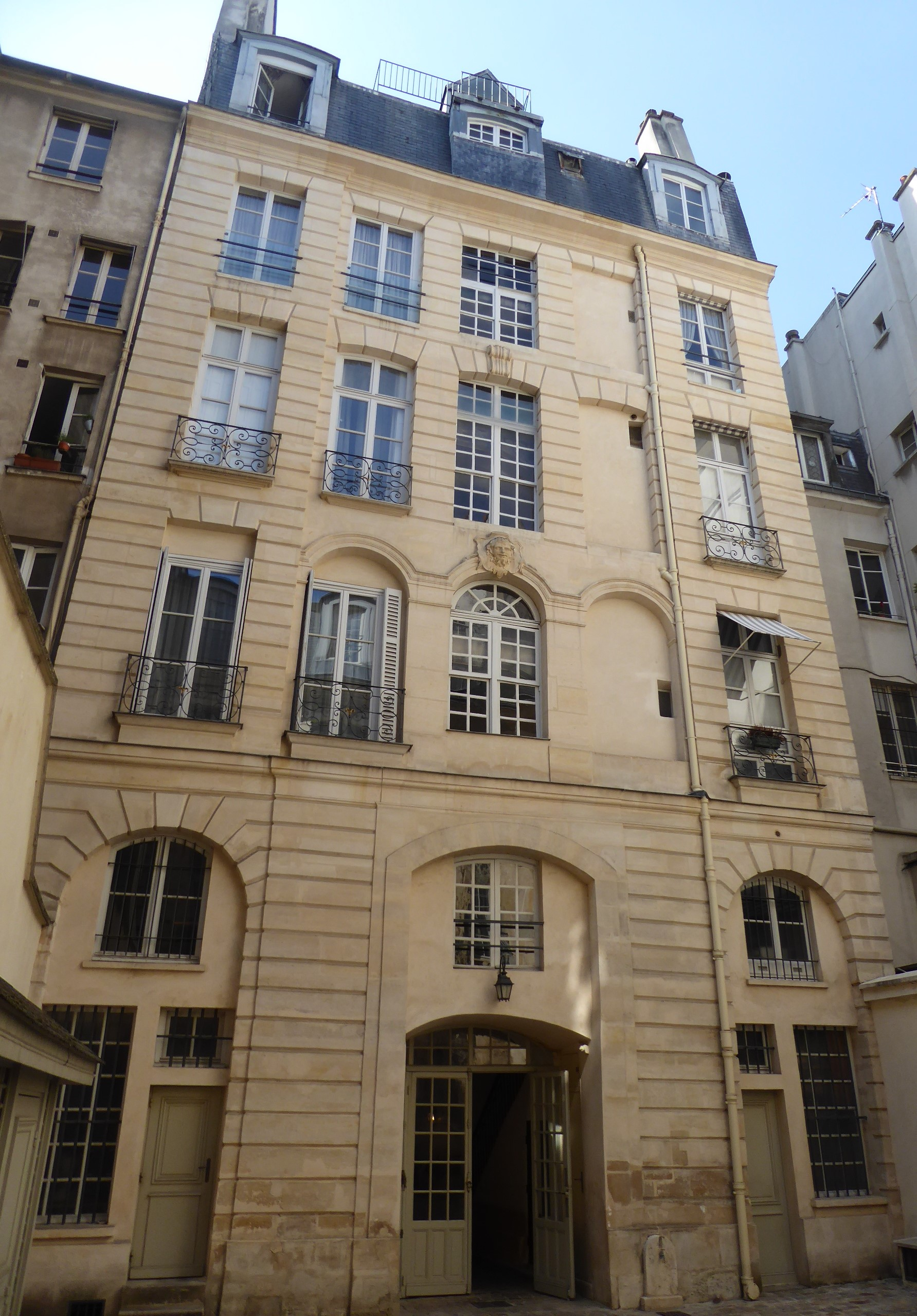
Edificio en la calle visto desde el patio.
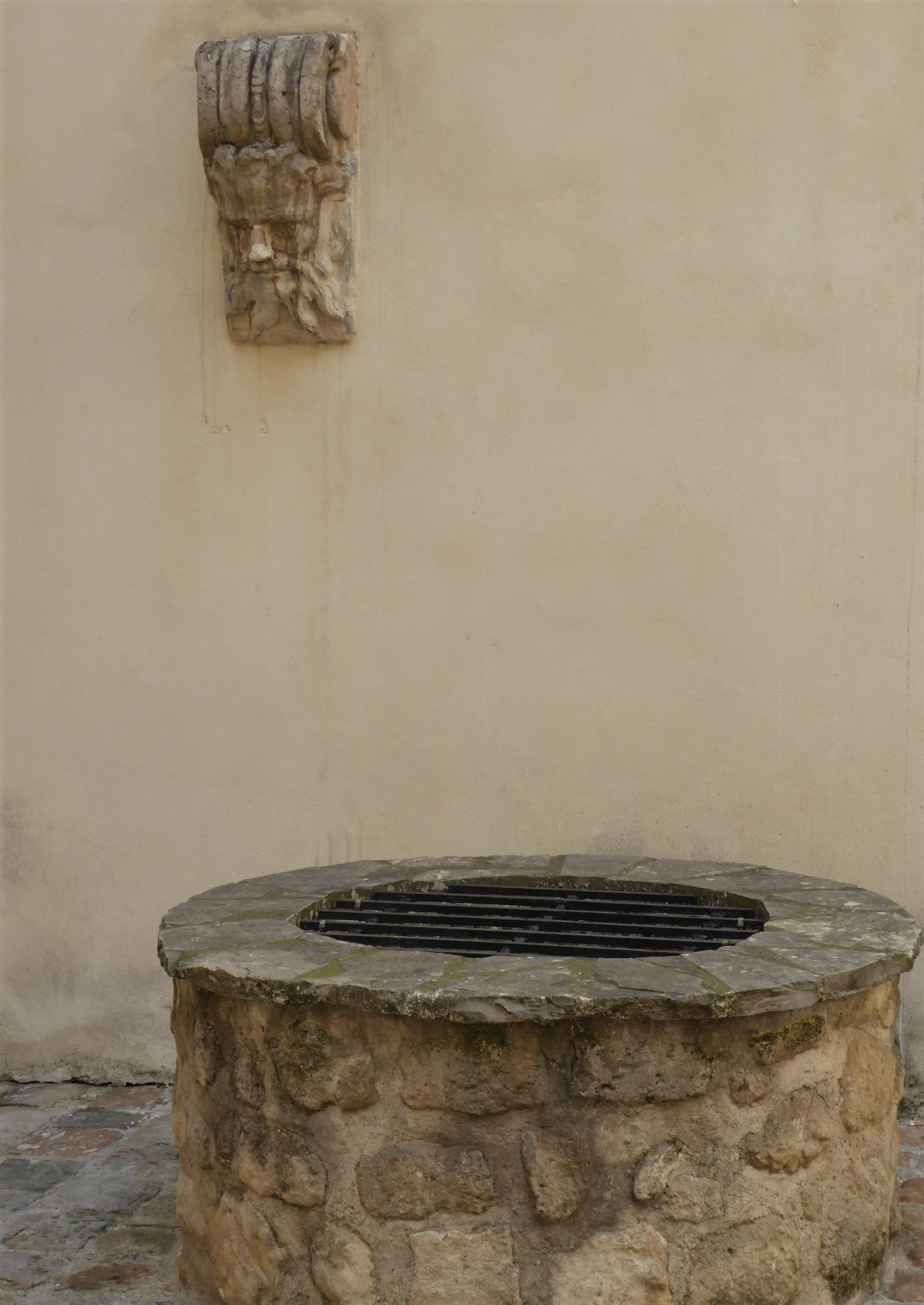
Bien en el patio.

Mascarons de l’hôtel Lepas-Dubuisson
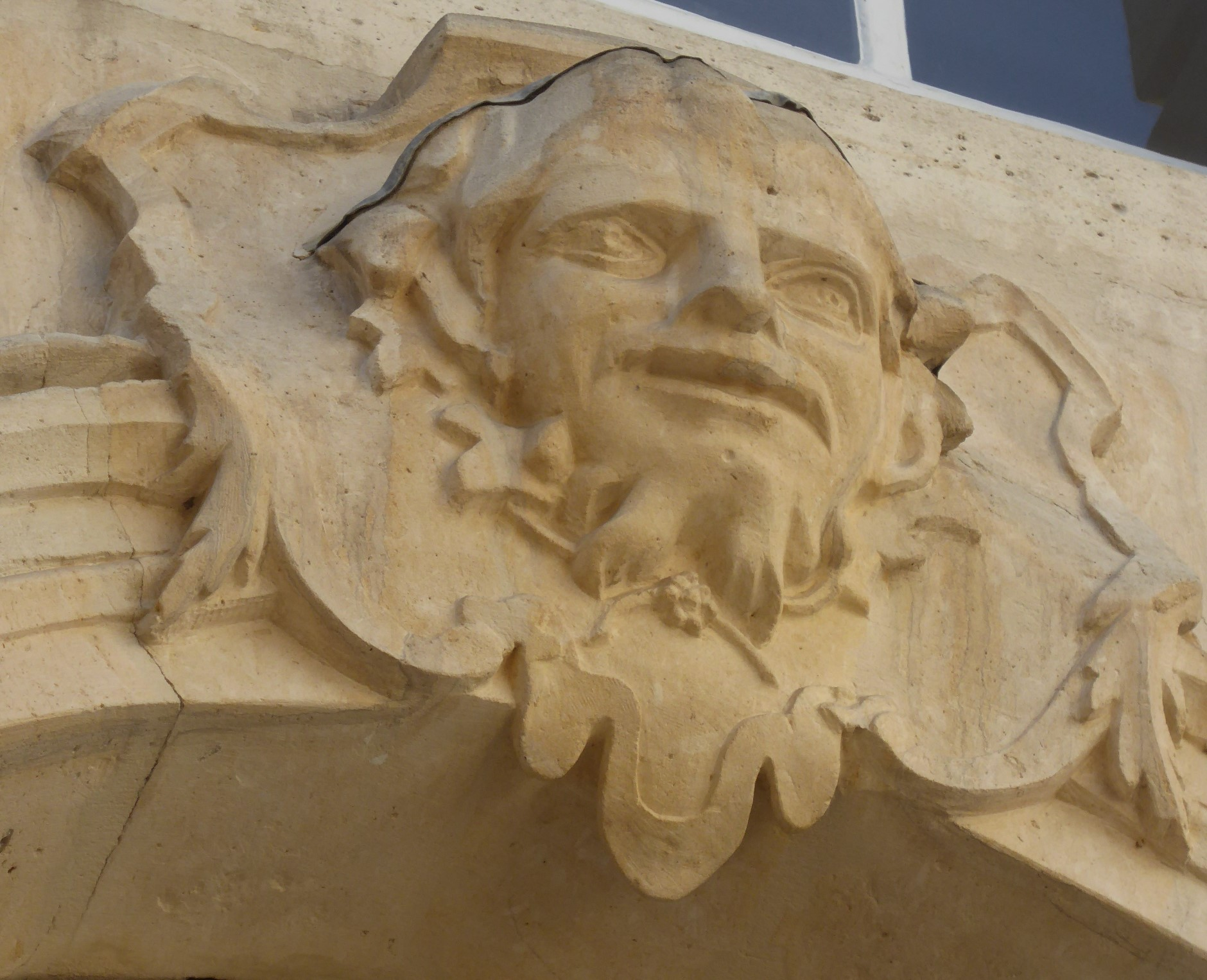
Mascaron en la casa del lado del patio.
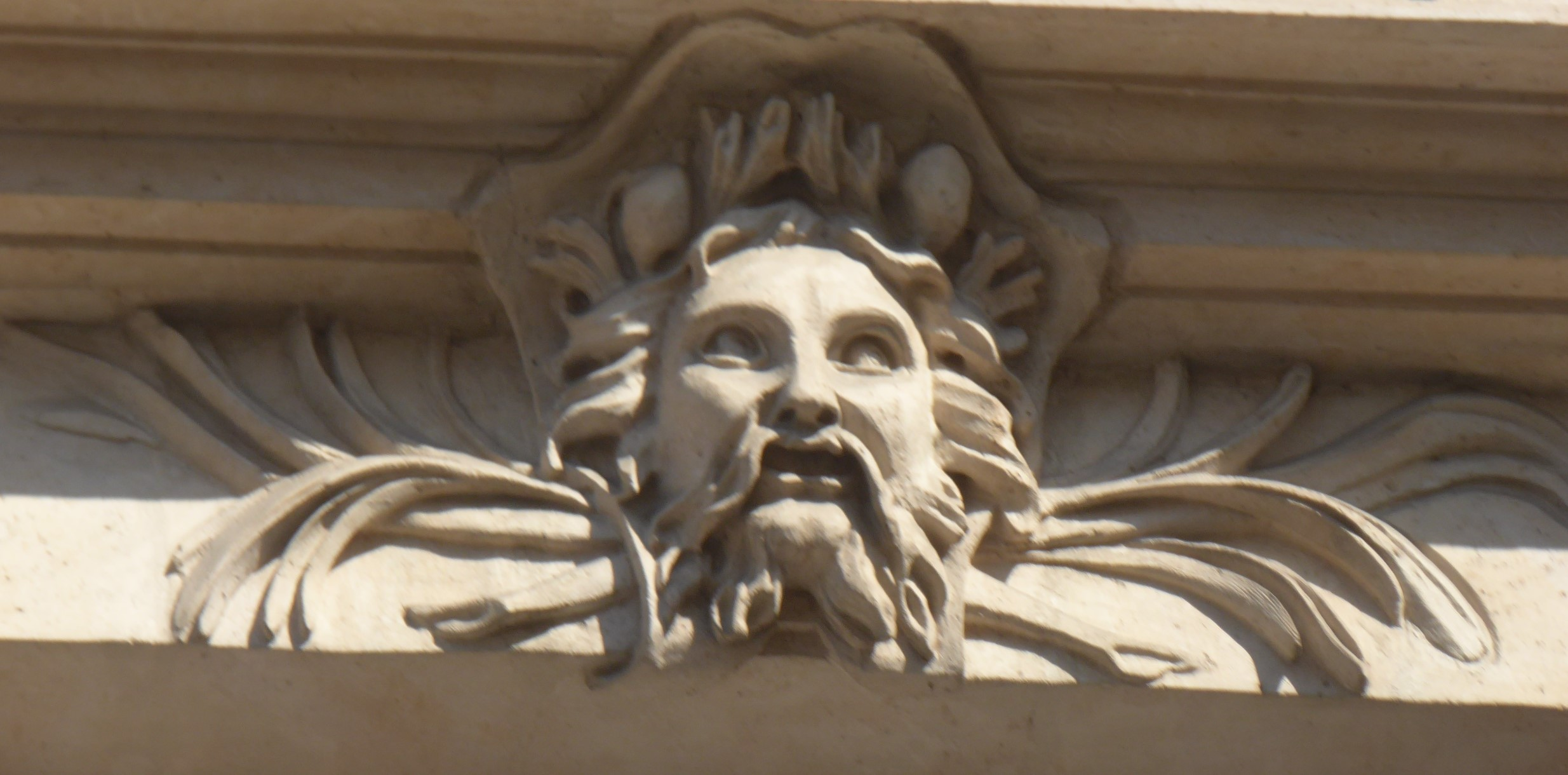
Mascarón en la fachada de la calle.
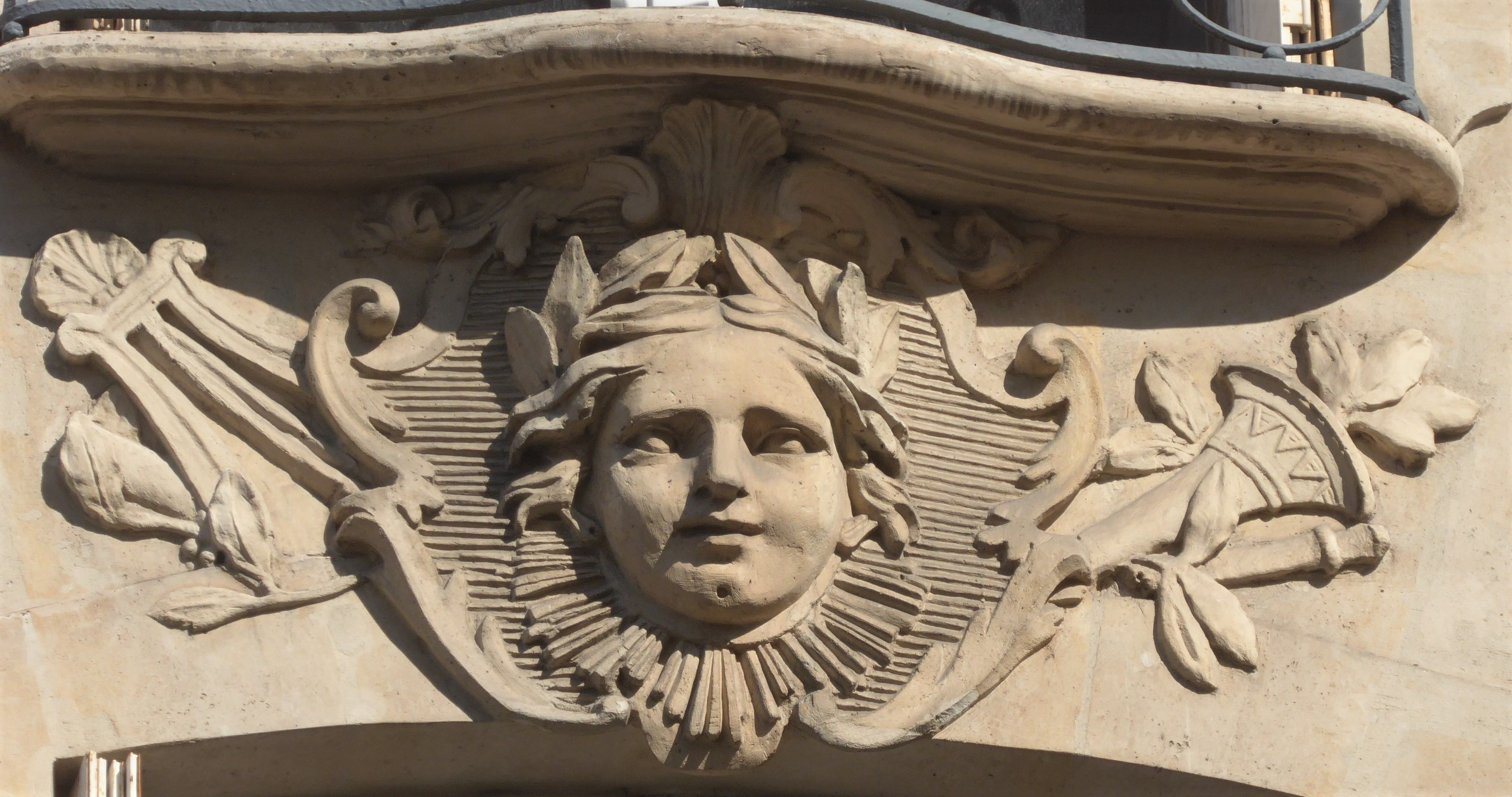
Otro mascarón en la calle.